# Rubén Belima
Rubén Belima Rodríguez (Móstoles, 11 febbraio 1992) è un ex calciatore spagnolo naturalizzato equatoguineano, di ruolo centrocampista.

## Carriera

### Club
Ha giocato nelle giovanili del Real Madrid.

### Nazionale
Ha esordito in nazionale nel 2013; ha partecipato alla Coppa d'Africa del 2015 ed a quella del 2021.